# The Ämersom litepalti Ståååry
The Ämersom litepalti Ståååry är ett udda svenskt seriealbum av Mikke Hedberg, utgivet av Medusa 1990. Handlar om en ärkenorrlänning i yllemössa vid namn Ämersom som far runt på sin traktor, dricker hembränt och spyr galla över nymodigheter. De egensinniga teckningarna och den extremt norrländska dialekten har gjort att en del har svårt att förstå vad serien egentligen handlar om.
 Artikeln var, i den version den hade den 20 januari 2006, helt eller delvis hämtad från Seriewikin (hos Seriefrämjandet): The Ämersom litepalti Ståååry